# 향연

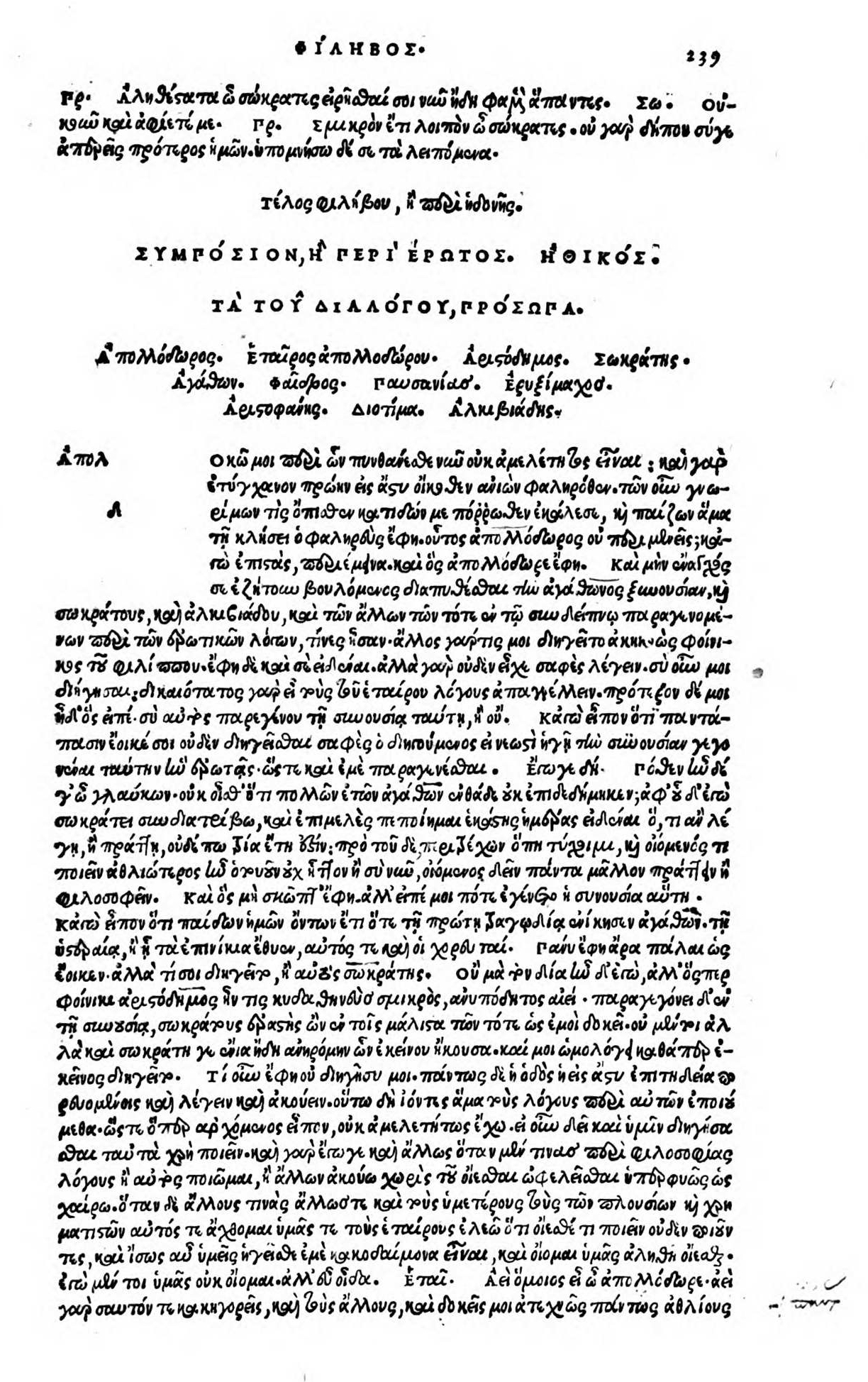

《향연(饗宴, 고대 그리스어: Συμπόσιον)》은 플라톤의 중기 대화편 중 하나로서 《파이돈》에 이어 써졌다고 추측된다. 이 글은 말하자면 플라톤의 '연애론'이라 해도 좋을 것이다.

## 내용
기원전 416년 아테네의 비극 작가인 아가톤이 비극 콘테스트에서 우승했는데, 축하연이 그의 저택에서 개최된다. 이 자리에 파이드로스, 아리스토파네스, 소크라테스, 알키비아데스 등 약 8명이 등장, 연회에서 각자가 에로스(사랑) 찬미의 연설을 하게 된다. 플라톤은 여기서 아리스토파네스의 안드로기노스족(남녀가 등과 등을 마주 대어 일체가 되어 있는 인간의 조상)론(論)을 교묘하게 인용해 가면서 소크라테스의 에로스론으로 유도한다.
소크라테스는 옛날 현녀(賢女) 디오티마에게서 배웠던 일을 그녀와의 대화 형식으로 연설한다. 그에 의하면 인간은 정신적으로나 육체적으로나 임신을 하고 있어 낳기를 바란다. 그 뜻은 사람은 어느 누구도 육체적 또는 정신적으로도 죽기 싫어하는 욕망을 가지고 있다는 것이다. 그런데 출산의 대상은 추(醜) 속이 아니라 미(美) 속인 것이다. 이 미에의 생산욕, 이것이 에로스(사랑)이다. 사랑의 첫 단계는 육체의 미 속에 낳는 것이고 그것은 육체에서의 불사(不死)를 구하는 일이며, 아기라고 하는 형태로 실현된다. 그 다음에 정신의 미 속에 낳는 것을 추구하게 되며 또 추구하지 않으면 안 된다. 이 단계에 이르면 육체의 미 따위는 근소한 가치밖에 없다는 사실을 사람들은 알게 된다. 그리하여 사람은 정신의 미라고 하는 대양(大洋)을 향하며, 아름답고 장대한 언론이나 사상을 낳고 결국에는 인간에게 있어서 가장 행복한 영역, 영원히 존재하여 생성 소멸하지도 않고 어떤 면에서는 아름답지만 다른 면에서는 추악스러운 일도 없이, 때로는 아름답고 때로는 추하다는 것도 아닌, 항상 불변하여 단일한 에이도스(姿)를 갖는 미 자체를 알 수 있게 되는 것이다. 이러한 미 자체를 보면서 그와 더불어 있으며 거기에서 사람은 참다운 덕을 낳고 불멸하면서도 행복하게 된다는 것이다. 즉 에로스는 처음에는 육체의 미, 다음에는 정신의 미, 그리고 최후에는 미 자체의 세계로 사람들을 높여 불사(不死)하는 보물을 얻게 하는 조력자였다. 그러한 에로스를 찬미한다는 것은 지극히 당연하다고 소크라테스는 말하는 것이다. 여기에서 플라톤의 이데아 사상이 에이도스라든가 미 자체라는 언어로 표현된다. 최후로 알키비아데스가 애지(愛知)에 살고 있는 소크라테스야말로 정신의 미 속에서 생산하고 미 자체를 직감하는 진정한 사랑의 구현자라고 소크라테스를 찬미한다. 여기서 찬미하는 알키비아데스는 플라톤 자신이라고도 할 수 있을것이다. 결국 플라톤의 에로스는 이데아의 사랑에 있어서 완성된다. 이것이 참된 플라토닉 러브일 것이다.

## 리뷰
- 플라톤의 향연 - 시그마
- 플라톤 향연, 사랑을 믿지 않는 세상 속에서 - 스튜디오 크로아상
- 소크라테스의 취중수다

## 같이 보기
- 레오 스트라우스

## 읽어보기
- 《향연 - 원제 Symposion 정암학당 플라톤 전집 10》, 강철웅(옮김), 이제이북스, 2014.
- 《플라톤의 향연 / 파이드로스 / 리시스 - 원제 Symposion / Phaidros / Lysis》, 박종현(옮김), 서광사, 2016.
- 《소크라테스의 변론/크리톤/파이돈 - 원제 Apologia Sokratous, Kriton, Phaidon》, 천병희(옮김), 도서출판 숲, 2017.